# Anna Krumm
Anna Krumm (* vor 1453 in St. Gallen; † Juli 1476 im Kloster St. Katharina, St. Gallen) war eine Priorin und Vertreterin der Observanzbewegung.
Ihre Eltern waren Hans Krumm und Anna von Sulzberg. Die Familie Krumm war eine der angesehensten und ältesten Familien St. Gallens. Ihr Bruder Jodokus (Jost) war in den Jahren 1460–1490 Abt im Benediktinerkloster St. Georgen in Stein am Rhein. Ihr Vetter Jakob trat als Gönner und Freund des Katharinenklosters in Erscheinung.
Ihre Geburtsdaten sind nicht bekannt, sie wurde aber 1453 als Subpriorin unter Elisabeth Rainsberg, die sich mit den Reformbewegungen bei ihren Mitschwestern noch nicht durchsetzen konnte, bestimmt. Der Verzicht auf Einzelbesitz und die strikte Befolgung des Armutsgelübdes dürfte bereits von Gründung des Konvents an Thema gewesen sein. Die Haltung zu diesem wesentlichen Grundfeste spiegelt sich auch in der Ausrichtung der jeweiligen Priorin wider: „Das Abwechseln von reformfreundlichen und reformfeindlichen Priorinnen zeigt die Unsicherheit der Nonnen und das Schwanken des Konvents zwischen der konventualen und der observanten Strömung“. Ihre Nachfolgerin wurde Angela Varnbüler.